# Love Merry go round
『Love Merry go round』（ラブ・メリーゴー・ラウンド）は、石野真子のアルバム。カムトゥルーレコーズレーベルから2008年8月20日にリリースされた。

## 収録曲
1. サンキューソング [5:24]
2. Dreaming Girl [5:03]
3. m７のLove Song [4:33]
4. おもいで [4:39]
5. 美しく散る花 [3:50]
6. 揺れるカリプソ [4:47]
7. 真夏に寄せる魂 [4:38]
8. Friend [5:17]
9. 愛のエンブレム [4:37]
10. ご機嫌日和 [4:30]
11. ひまわり [4:07]

## 関連人物
- 染谷俊